# Альменда
Альменда (нем. Allmende, от ср.-в.-нем. al(ge)meinde «принадлежащее всем») — земельные угодья (пастбища, леса, луга, пустоши, места рыбной ловли) в странах средневековой Западной Европы, находящиеся в общем пользовании (неподелённые земли) всех членов одной или нескольких общин.

## Описание
Особенно ценились лесные угодья, так как лес для крестьянина был источником топлива, строительного материала, а также пастбищем для свиней. Альмендой пользовались совместно феодал (по праву триажа) и сельская община, но с развитием феодализма феодалы нередко захватывали альменду полностью. Альмендой не разрешалось пользоваться с целью наживы: например, ловить рыбу на продажу и т. п.
К XIX веку альменда сохранилась в юго-западной Германии и в Швейцарии. 